# Tomas Franck
Tomas Franck (Ängelholm, 1958) is een Zweedse jazz-tenorsaxofonist van de modernjazz.

## Carrière
Tomas Franck leerde op 10-jarige leeftijd klarinet spelen, maar wisselde op 15-jarige leeftijd naar de saxofoon. Voordat hij vanaf 1978 muziek studeerde in Malmö, speelde hij in Helsingborg in een kwartet met Lennart Nilsson, maar ook met Dexter Gordon, Tim Hagans, Pepper Adams en Idrees Sulieman. Samen met Håkan Broström formeerde hij de band Equinox (Zweedse jazzband van het jaar 1984). Sinds 1984 woont hij in Kopenhagen, waar hij sinds 1990 werkt bij het Danish Radio Jazz Orchestra en gaf hij ook les aan het Rhythmic Music Conservatory. In 1988 speelde hij in het kwintet van Doug Raney en in de band van Jens Winther. In hetzelfde jaar ontstond ook zijn eerste album Bewitched onder zijn eigen naam met Thomas Clausen, Jesper Lundgaard en Leroy Lowe bij Stunt Records. In 1990 nam hij met het Mulgrew Miller Trio in New York een tweede album op. In het daaropvolgende jaar ontving hij de Ben Webster Prize. Franck, die sterk werd beïnvloed door Dexter Gordon, speelde ook in de band van Ed Thigpen.

## Discografie
- 1988: Bewitched (Stunt)
- 1990: Tomas Franck in New York (Criss Cross) Mulgrew Miller, Kenny Washington, Billy Drummond
- 1994: Crystal Ball (Stunt) met Jørgen Emborg, Lennart Ginman, Jonas Johansson
- 1999: At the Circus (Stunt)

- Gemeinsame Normdatei: 134677412
- International Standard Name Identifier: 0000 0000 4151 0251
- Library of Congress Control Number: no2002054780
- MusicBrainz: a21f52c0-ad9e-49aa-bf1c-076b7ee0e707
- Virtual International Authority File: 53818859